# دولار التجارة
دولارات التجارة عملات فضية سكتها دول مختلفة لتسهيل التجارة مع دول شرق آسيا، وخاصة الصين واليابان. تقترب جميعها من الدولار الإسباني في الوزن والنقاء، الذي وضع معيارًا للعملة الموحدة الفعلية للتجارة في الشرق الأقصى.

## تاريخ

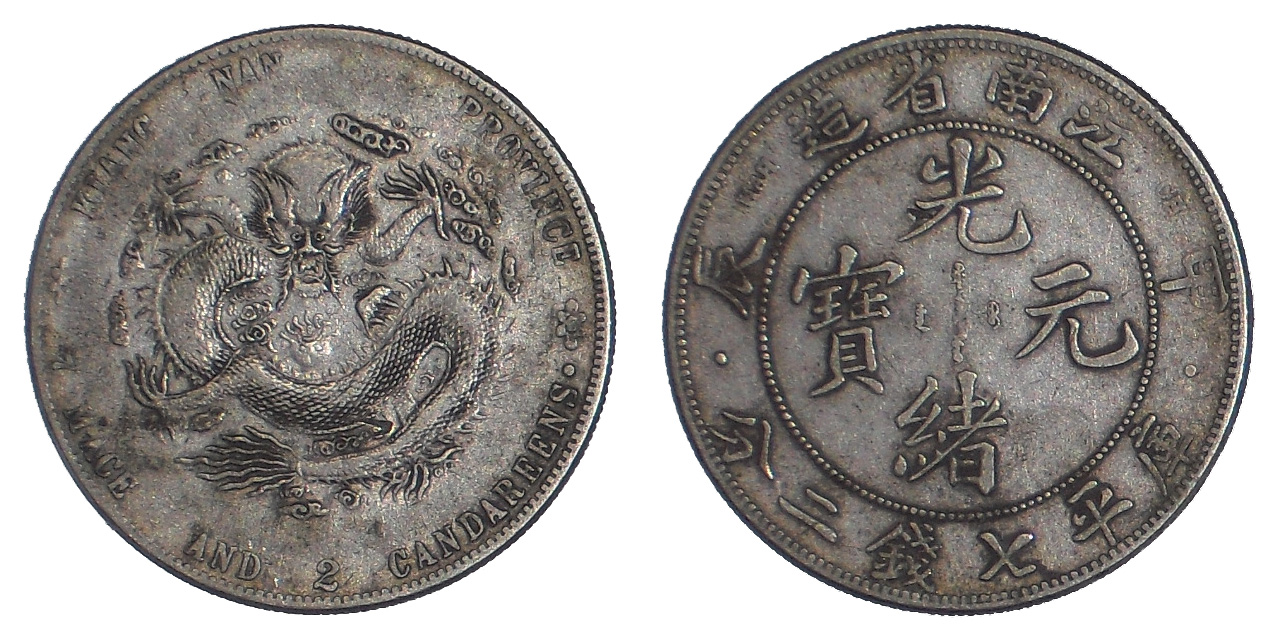
دولار التنين الصيني لعام 1904

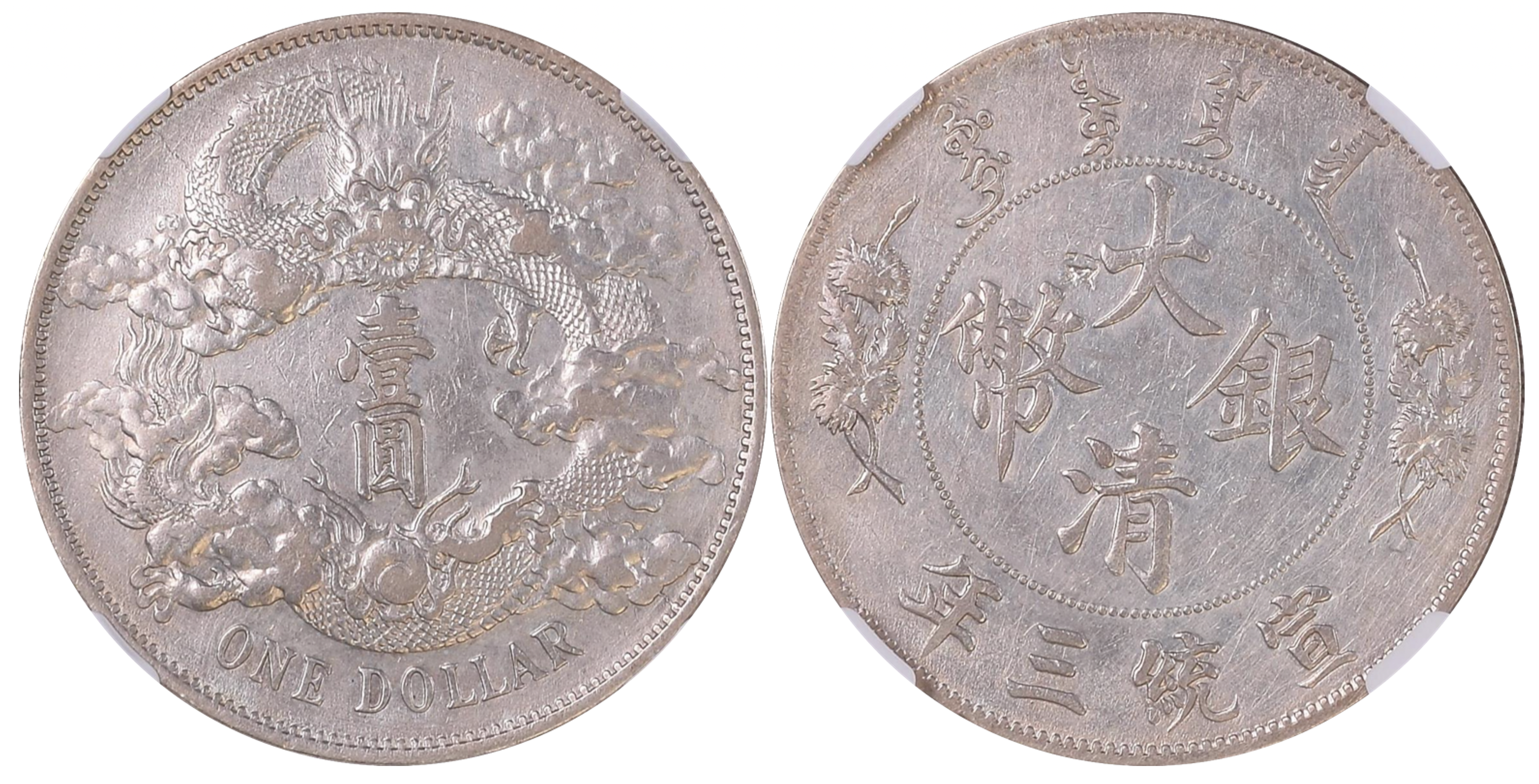
عملة فضية : 1 يوان/دولار شوانتونغ السنة الثالثة - 1911 شوب مارك

نشأ وجود دولارات التجارة نتيجة لشيوع الدولار الإسباني الفضي في الشرق الأقصى، كما هو الحال في الصين، شرق آسيا وجزر الهند الشرقية. بعد تأسيس الفلبين الإسبانية، أصبحت مانيلا (في منطقة إنتراموروس حاليًا) مركزًا تجاريًا للبضائع الصينية من جهة، والدولار الفضي الإسباني، من عبر المحيط الهادئ إلى دور سك العملة الإسبانية ومناجم الفضة في المكسيك، بيرو وبوليفيا، من جهة أخرى. أدت تجارة مانيلا-أكابولكو جاليون، بدءًا من القرن السادس عشر فصاعدًا، إلى انتشار "قطع الثماني" كمعيار تجاري في الشرق الأقصى. .
أدى التقدير الكبير الذي حظيت به هذه العملات المعدنية إلى سك اليوان الصيني الفضي، صُممت العملة لتشبه العملة الإسبانية. لم يتداول " دولارات التنين" الصينية هذه في الصين فحسب، بل أصبحت مع العملات الأصلية ذات الأصل الإسباني المكسيكي العملة المفضلة للتجارة بين الصين وجيرانها. بعد هزيمتها في حرب الأفيون الأولى، اضطرت الصين إلى فتح موانئها للتجارة الخارجية، وفي أواخر النصف الأول من القرن التاسع عشر، وجدت الدول الغربية التي تتاجر مع الصين أنه من الأرخص والأكثر ملاءمة سك عملاتها المعدنية الخاصة، من إمداداتها الخاصة من الفضة، بدلاً من الاستمرار في استخدام العملات المعدنية من المصادر المكسيكية. ستبلغ هذه الدولارات التجارية المزعومة تقريبًا في المواصفات، وزن 7 صولجان و2 كاندارين (حوالي 27.2 غرامًا؛ 7⁄8 أونصة تروي) ودرجة نقائها 900 (90%)، كانت العملات المعدنية الإسبانية المكسيكية محل ثقة وتقدير في الصين لفترة طويلة.

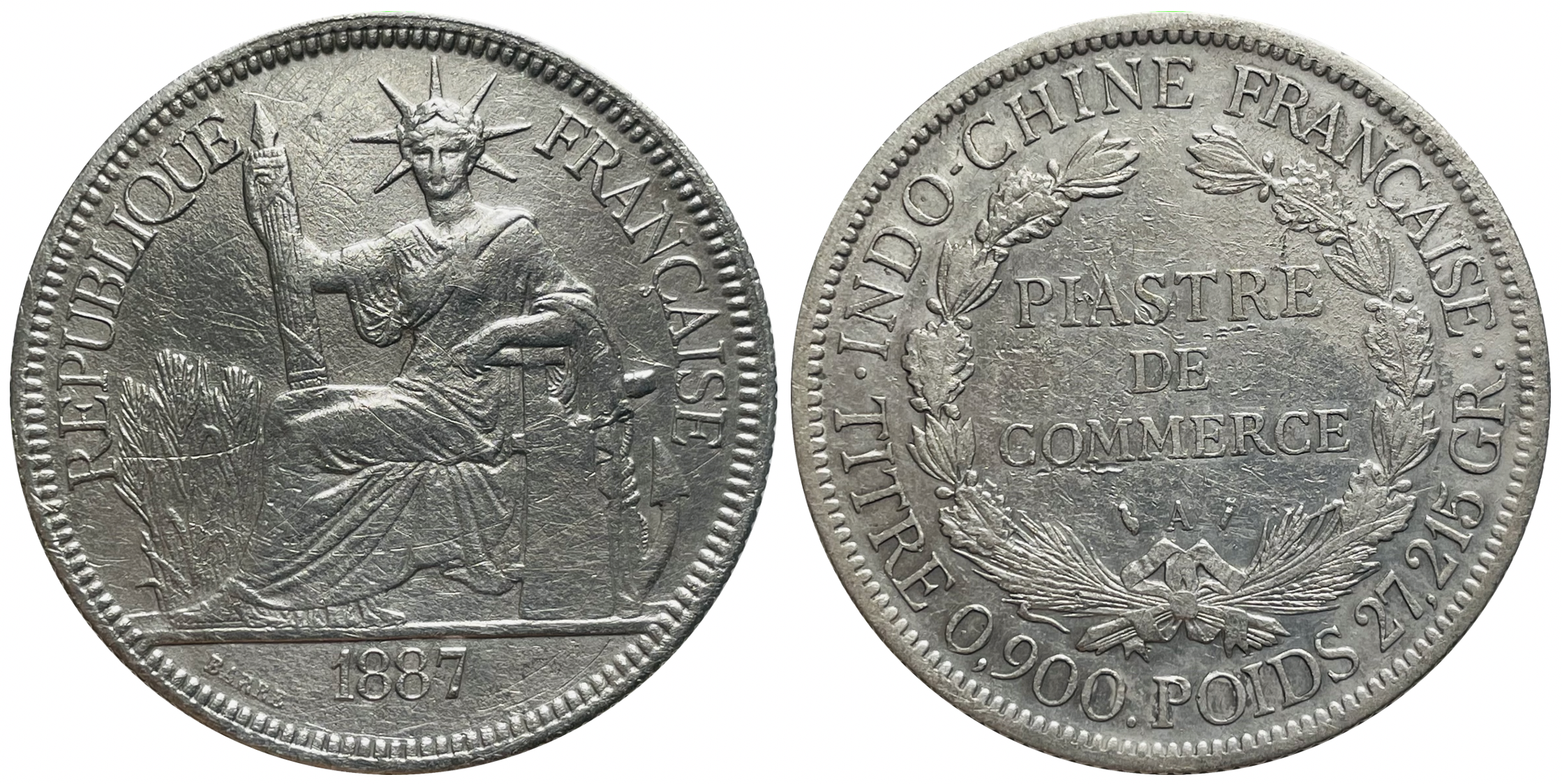
قرش الهند الصينية الفرنسية 1887

### فرنسا
للسيطرة على المعروض النقدي في الهند الصينية الفرنسية عام 1885، طرح الفرنسيون قرشًا فضيًا جديدًا للتجارة، بالإضافة إلى سك عملات فرعية مرتبطة به في جميع أنحاء المستعمرات الهندية الصينية، ذلك بهدف تعزيز الاستقرار النقدي. يُعادل القرش في البداية البيزو المكسيكي. وبالتالي، القرش سليلًا مباشرًا للقطع الإسبانية الثمانية التي جُلبت إلى الشرق من المكسيك على متن سفن مانيلا. يعتمد في البداية على معيار فضي، حيث كان سعره 1 قرش = 24.4935 غرامًا من الفضة النقية. انخفض هذا إلى 24.3 غرام في عام 1895.

### اليابان

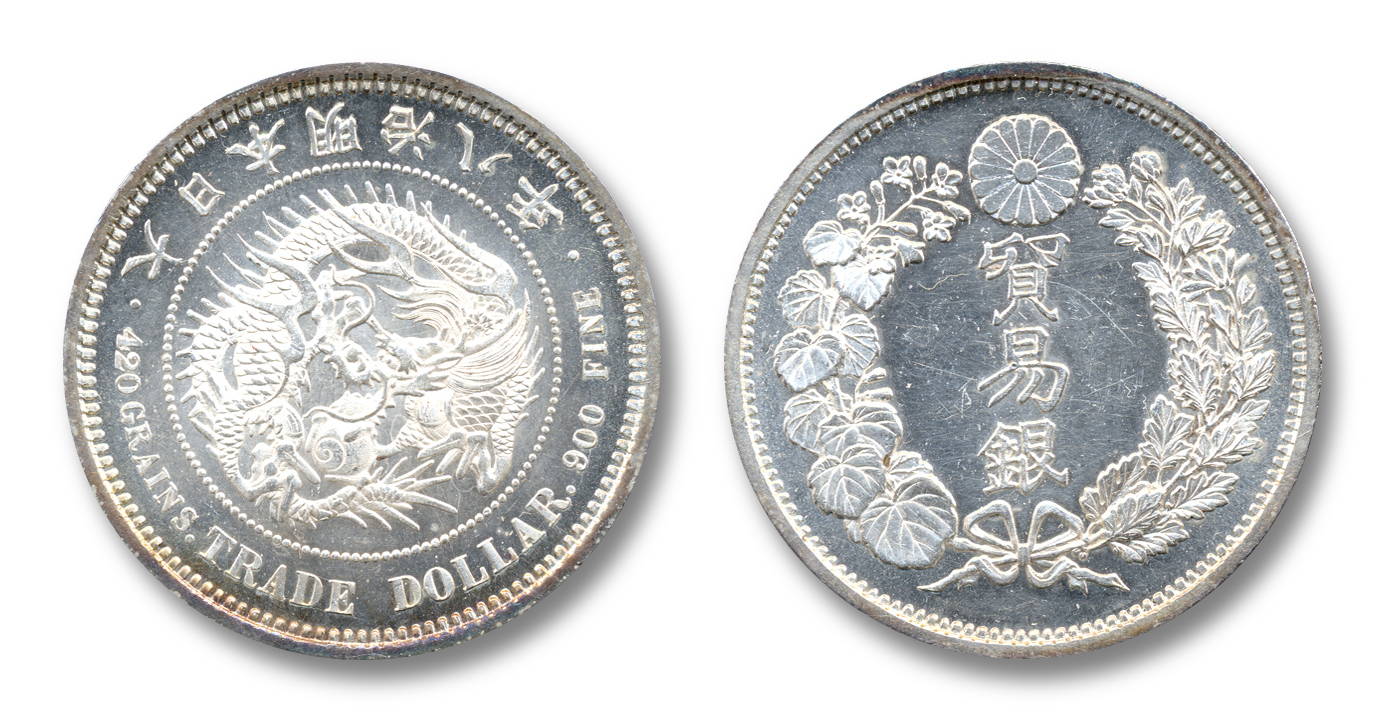
دولار تجاري ياباني يعود تاريخه إلى عام 1875

كان الدولار التجاري الياباني عبارة عن عملة دولارية، صدرت من عام 1875 إلى عام 1877. سُكت من 27.22 غرام من الفضة بنقاء 0.900 (90%). كانت عملة الين 26.96 غرام من الفضة في ذلك الوقت، ومتطابقة تقريبًا في التصميم مع الدولار التجاري.
سُك 2,736,000 عملة من هذا النوع، الغالبية العظمى منها في عامي 1876-1877. عندما قدمت اليابان معيار الذهب في عام 1897، كانت العملات الفضية 1 ين، بما فيها دولارات التجارة قد أُلغيت. وُضعت على معظم دولارات التجارة ختم "جين" (وهو ما يعني "الفضة" باليابانية). وضعت دار سك العملة في أوساكا العلامة على الجانب الأيسر من ظهر العملة، بينما وضعت دار سك العملة في طوكيو على الجانب الأيمن. أُصدرت العملات المعدنية للاستخدام في تايوان، كوريا ولوشونكو التي كانت تحت الاحتلال الياباني.

### المملكة المتحدة

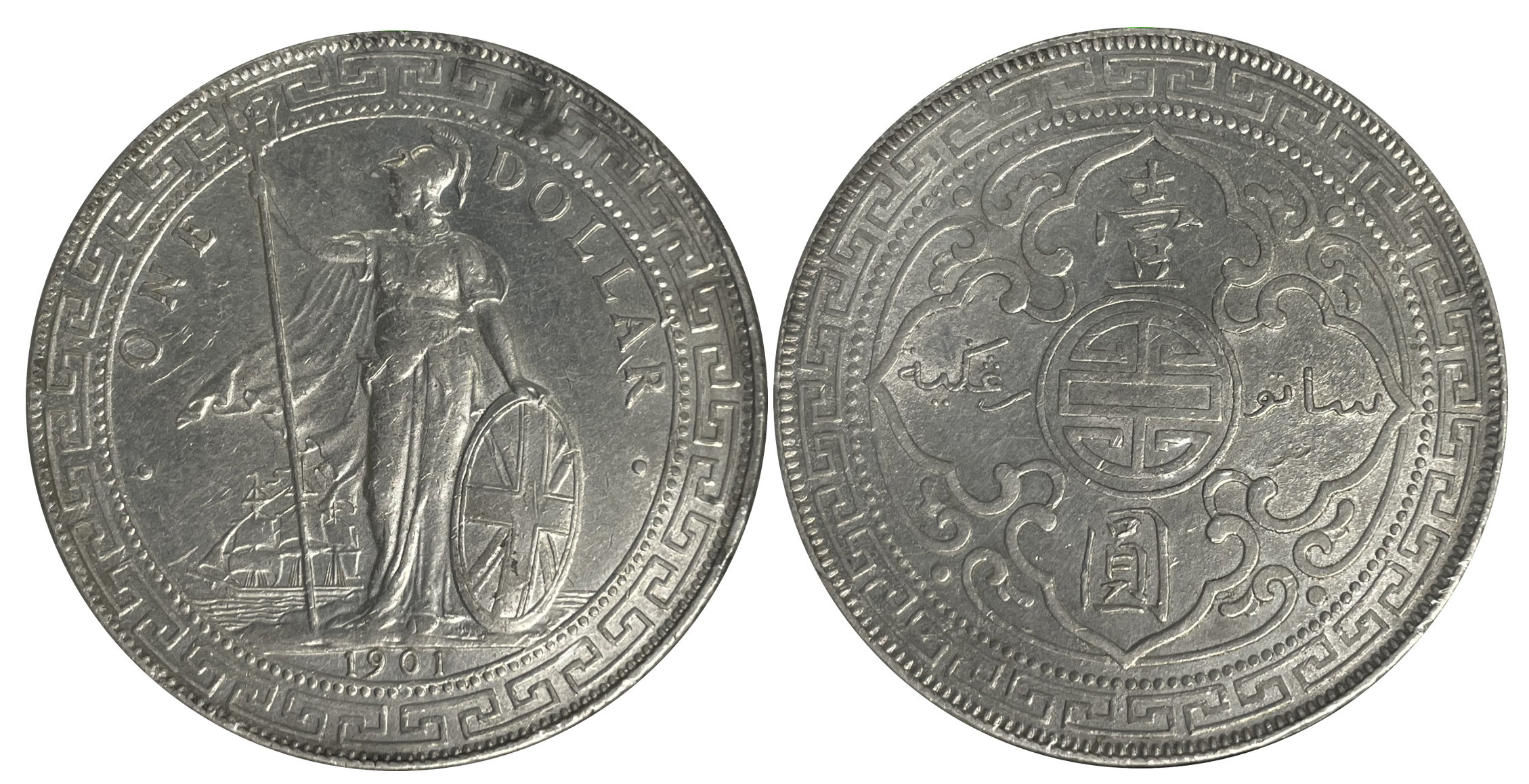
دولار تجاري من عهد فيكتوريا. يعود تاريخه إلى عام 1901، وسُكّ في دار سك النقود ببومباي.

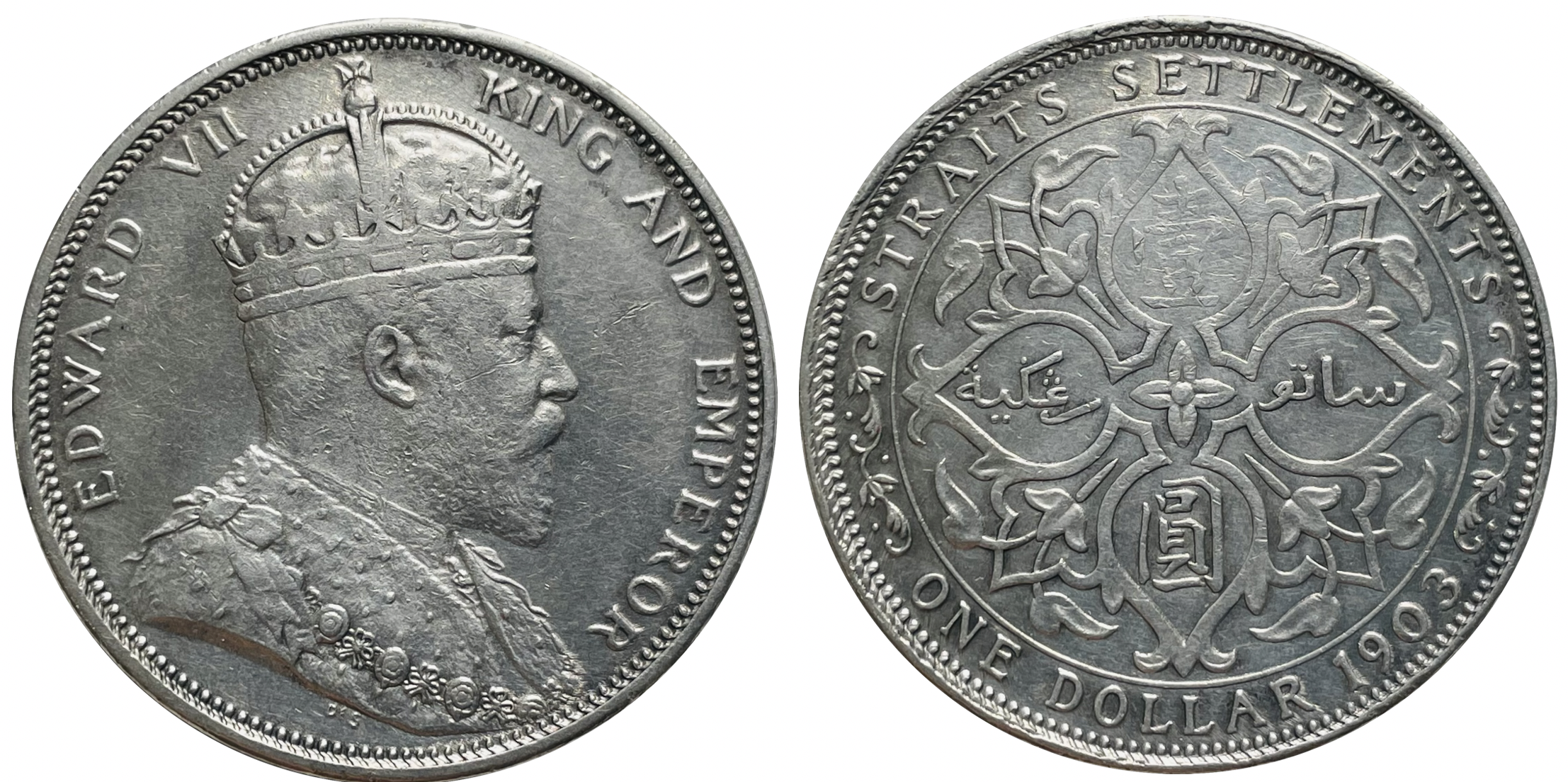
عملة فضية: 1 دولار مضيق، إدوارد السابع ، 1903

مع توسع المصالح التجارية البريطانية في الشرق، خاصة بعد تأسيس سنغافورة في عام 1819 وهونج كونج في عام 1842، أصبح من الضروري إنتاج دولار خاص لإزالة اعتماد المستعمرة البريطانية على العملات الأجنبية المختلفة المتداولة آنذاك.
كانت "دولارات الفضة التجارية الصينية" نتيجة مباشرة لحرب الأفيون الأولى (1839-1842) والثانية ( 1856 – 1860)، اللتين اندلعتا عندما حاولت السلطات الصينية منع بريطانيا من تهريب الأفيون إلى البلاد. اضطرت الصين الخاسرة إلى فتح عدد من الموانئ أمام التجارة والإقامة البريطانية، والتنازل عن هونغ كونغ لبريطانيا. في العقود التي تلت ذلك، توافد التجار والمغامرون على هذه المناطق، ازدهرت التجارة الدولية. أُنشئت بنوك أجنبية، وبدأت العملات الفضية الكبيرة بالوصول من جميع أنحاء العالم لدفع ثمن شحن الشاي، الحرير والخزف الصيني إلى الخارج. تداولت هذه الدولارات التجارية الفضية النقية من فئة 0.900 في جميع أنحاء الصين، حيث قُبلت بسهولة كوسيلة للتبادل. يُصور الدولار التجاري البريطاني، الذي سُك حصريًا للاستخدام في الشرق الأقصى، بريتانيا واقفة على الشاطئ، تحمل رمحًا ثلاثي الشعب في يد، درعًا بريطانيًا في اليد الأخرى، وفي الخلفية سفينة تجارية مرفوعة الشراع. يوجد على الوجه الآخر تصميم عربي مع رمز صيني لطول العمر في الوسط، والفئة باللغتين - الصينية، الجاوية والماليزية.
صُمم الدولار التجاري البريطاني على يد جورج ويليام دي سولس، وسَك عام 1895 لهونغ كونغ ومستوطنات المضيق. لكن بعد إدخال دولار المضيق إلى مستوطنات المضيق عام 1903، أصبح عملة هونغ كونغ حصرية تُنتج حتى عام 1935. أُنتجت العملات التي تحمل علامة السك "B" في دار سك بومباي؛ بينما سُكت العملات الأخرى، التي تحمل علامة "C"، في كلكتا. أما العملات التي لا تحمل علامة السك، أُنتجت في لندن. يمكن العثور على علامة السك "C" في الأرض بين القدم اليسرى لبريتانيا وقاعدة الدرع، بينما تقع علامة السك "B" في السن الأوسط للرمح ثلاثي الشعب. سُك دولار 1921-B لكنه لم يُطرح للتداول قط، ولم يُصدر سوى عدد محدود من عملات 1934-B و1935-B.
في بعض الحالات، عُدل التاريخ على قوالب سك العملات التي سبق تصنيعها. نظرًا لاستحالة إجراء هذا التعديل دون أن يترك أثرًا للتاريخ السابق، فإن بعض العملات تُظهر بوضوح آثارًا لتاريخ أقدم أسفل التاريخ الظاهر بوضوح. ومن بين هذه الحالات: 1897-B فوق 1896-B، 1900-B فوق 1894-B ،1901-B فوق 1900-B، 1909-B فوق 1908-B ،1904-B فوق 1898-B، 1903-B فوق 1902-B، 1908-B فوق 1903-B، 1904-B فوق 1903-B، 1929-B فوق 1901-B، 1908-B فوق 1907-B، و1910-B فوق 1900-B.
أُلغي تداول الدولار التجاري البريطاني في 1 أغسطس 1937.

### الولايات المتحدة

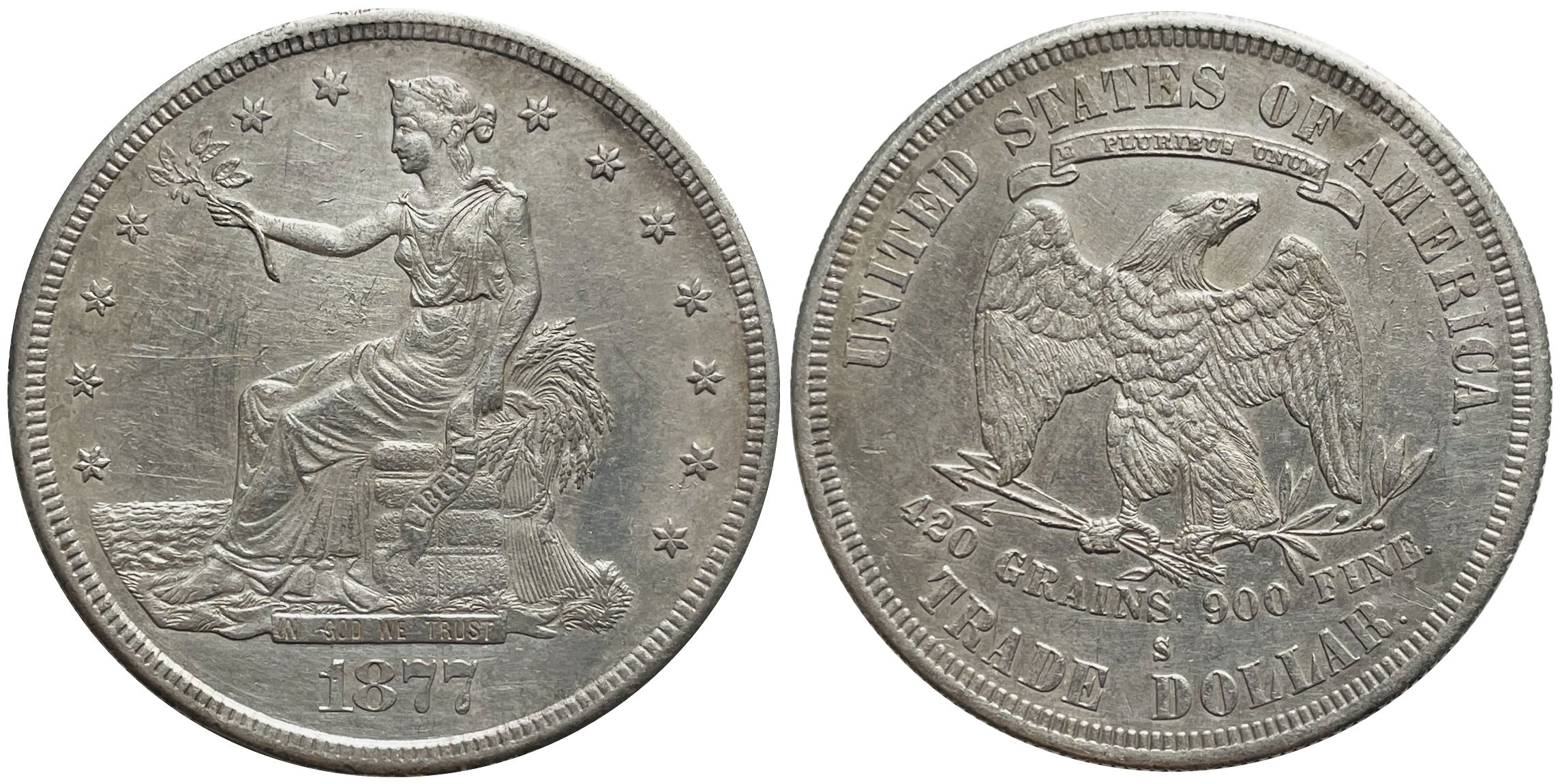
نمط الدولار التجاري للولايات المتحدة عام 1877.

الدولار التجاري للولايات المتحدة هو عملة فضية (نقاء 0.900 أو 90%) أصدرتها دار سك العملة الأمريكية سُكت في فيلادلفيا، بنسلفانيا، كارسون سيتي وسان فرانسيسكو من عام 1873 إلى عام 1885. انتجت دولارات التجارة التجارية آخر مرة في عام 1878 واستمر إنتاج العملات المعدنية حتى عام 1885. تزن العملة 420 حبة (27.2 غ)، حوالي 8 حبات (0.52 غ) أكثر من الدولار الفضي المحلي (دولارات ليبرتي ومورغان) في ذلك الوقت. وهو 4 حبات أثقل من البيزو المكسيكي؛ ومع ذلك، فإن البيزو هو 0.903 فضة.
صُممت هذه العملة من قِبل ويليام باربر، كبير نقاشي دار السك. سُكت دولارات تجارية في سان فرانسيسكو أكثر من مدينتي كارسون سيتي وفيلادلفيا مجتمعتين. كانت سان فرانسيسكو الأقرب إلى مصدر الفضة، وكذلك إلى الوجهة النهائية للعملات، الصين. تحمل العديد من دولارات التجارة ما يُسمى "علامات القطع". يختم التجار الصينيون العملات للتحقق من وزنها وقيمتها الصحيحة.
أذن الكونغرس الأمريكي لدار سك العملة الأمريكية بإصدار دولار تجاري لتحسين التجارة مع الشرق، وخاصةً الصين. قبل ذلك، كان البيزو المكسيكي العملة الفضية الأساسية المستخدمة في التجارة مع الصين. في الواقع، يشبه النسر الموجود على ظهر الدولار التجاري البيزو إلى حد كبير.

## روابط خارجية
- وسائط متعلقة بـ Trade dollars في كومنز.
- US Trade Dollar by year and type – histories, photos, and more.